# Graniczny Lekarz Weterynarii
Graniczny Lekarz Weterynarii – organ Inspekcji Weterynaryjnej odpowiedzialny za przeprowadzanie weterynaryjnej kontroli granicznej zwierząt, produktów pochodzenia zwierzęcego oraz pasz wprowadzanych na terytorium UE z państw trzecich. Kieruje Granicznym Inspektoratem Weterynarii. Jest odpowiedzialny za bezpieczeństwo epizootyczne oraz zdrowie konsumentów na terenie UE. Dokonuje weryfikacji zgodności towarów wprowadzanych z państw niebędących członkami Unii Europejskiej i Wspólnego Obszaru Gospodarczego z obowiązującym prawem żywnościowym, paszowym oraz prawem w zakresie zdrowia i dobrostanu zwierząt. Wykonuje polecenia, które wydaje Główny Lekarz Weterynarii stojący na czele Inspekcji Weterynaryjnej.

## Graniczne Inspektoraty Weterynarii w Polsce
- Graniczny Inspektorat Weterynarii w Dorohusku
- Graniczny Inspektorat Weterynarii w Gdyni
- Graniczny Inspektorat Weterynarii w Gdańsku
- Graniczny Inspektorat Weterynarii w Korczowej
- Graniczny Inspektorat Weterynarii w Koroszczynie
- Graniczny Inspektorat Weterynarii w Kuźnicy Białostockiej
- Graniczny Inspektorat Weterynarii w Szczecinie
- Graniczny Inspektorat Weterynarii w Warszawie (Okęcie)